# (17137) 1999 JK84
A (17137) 1999 JK84 a Naprendszer kisbolygóövében található aszteroida. A LINEAR projekt keretében fedezték fel 1999. május 12-én.